# Marcipa amaniensis
Marcipa amaniensis är en fjärilsart som beskrevs av Pierre Joseph Pelletier 1978. Marcipa amaniensis ingår i släktet Marcipa och familjen nattflyn. Inga underarter finns listade i Catalogue of Life.